# Vasîlți (Nesterenkî), Poltava
Vasîlți (în ucraineană Васильці) este un sat în comuna Nesterenkî din raionul Poltava, regiunea Poltava, Ucraina.

## Demografie
Componența lingvistică a localității Vasîlți
     Ucraineană (100%)
Conform recensământului din 2001, toată populația localității Vasîlți era vorbitoare de ucraineană (100%).